# Vélib'

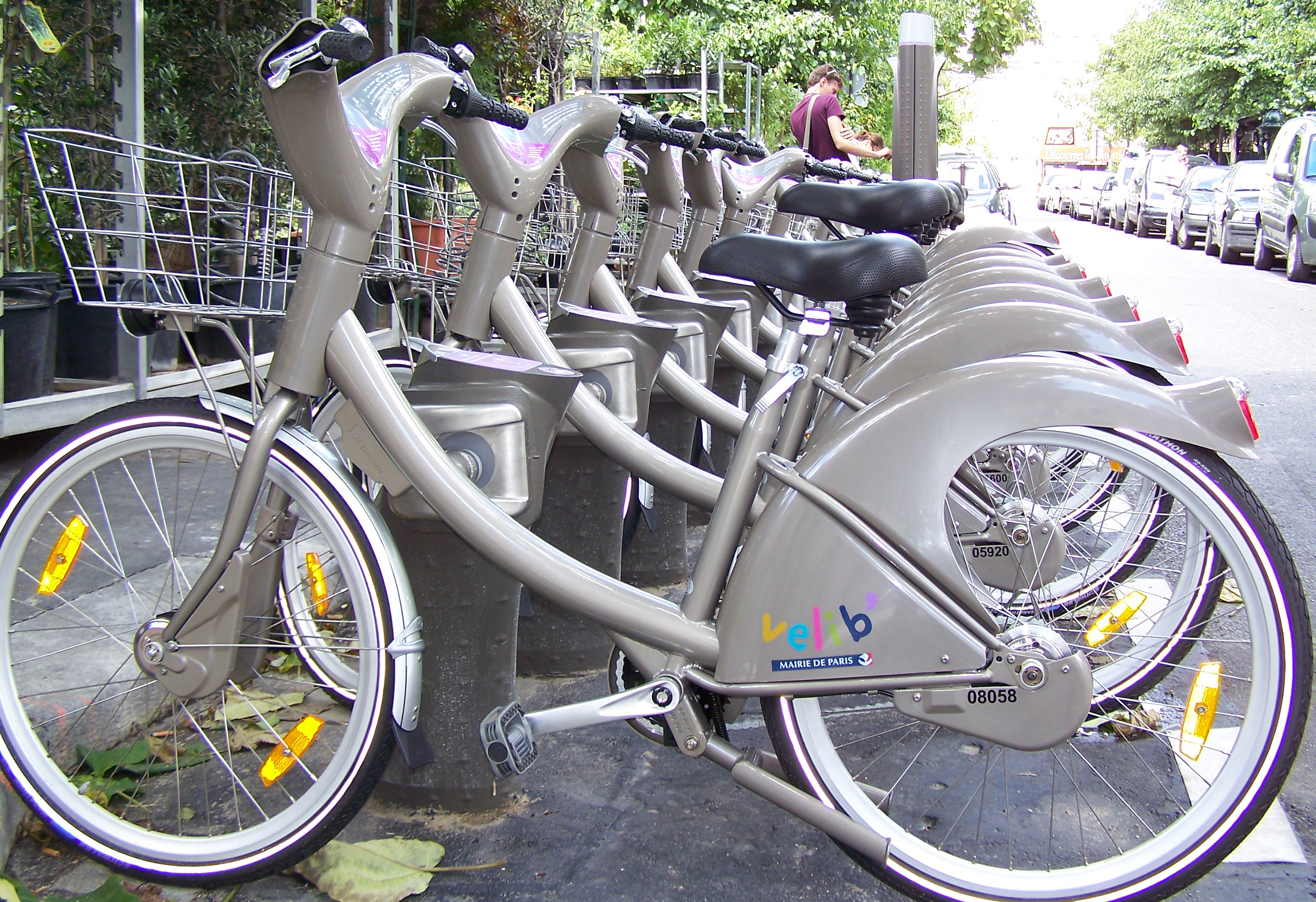
Các xe đạp của Vélib' tại mỗi trạm được khóa bằng từ tính

Vélib' là tên hệ thống xe đạp thuê tự do của thành phố Paris, được đưa vào sử dụng từ 15 tháng 7 năm 2007. Vélib' được ghép từ hai chữ vélo và liberté, trong tiếng Pháp có nghĩa xe đạp và tự do. Hệ thống này hiện do tập đoàn JCDecaux quản lý.
Từ khi đưa vào hoạt động, Vélib' có 10.648 chiếc xe đạp đặt tại 750 trạm. Những người khách có thể lấy xe đạp tại mỗi trạm, sau khi sử dụng cất xe ở một trạm khác. Đến cuối năm 2007, hệ thống Vélib' đã phát triển gấp đôi, với 20.600 xe đạp tại 1.451 trạm.